# Anna Swenn-Larsson
Grund Anna Swenn-Larsson (Mora, 18 de junio de 1991) es una deportista sueca que compitió en esquí alpino.
Ganó dos medallas en el Campeonato Mundial de Esquí Alpino, en los años 2015 y 2019. En la Copa del Mundo consiguió dos victorias y dieciseis podios en total.
Participó en tres Juegos Olímpicos de Invierno, entre los años 2014 y 2022, ocupando el quinto lugar en Pyeongchang 2018, en la prueba de eslalon.

## Palmarés internacional
| Campeonato Mundial | Campeonato Mundial                 | Campeonato Mundial | Campeonato Mundial |
| Año                | Lugar                              | Medalla            | Prueba             |
| ------------------ | ---------------------------------- | ------------------ | ------------------ |
| 2015               | Vail/Beaver Creek (Estados Unidos) | Medalla de bronce  | Equipo mixto       |
| 2019               | Åre (Suecia)                       | Medalla de plata   | Eslalon            |